# جون إيفانز براون
جون إيفانز براون (بالإنجليزية: John Evans Brown)‏ هو فلاح وسياسي نيوزلندي، ولد في 16 فبراير 1827 في الولايات المتحدة، وتوفي في 9 يوليو 1895 في آشفيل في الولايات المتحدة. انتخب عضو مجلس النواب النيوزيلندي.